# Apristurus albisoma
Apristurus albisoma  (лат.) — один из видов рода чёрных кошачьих акул (Apristurus), семейство кошачьих акул (Scyliorhinidae).

## Ареал
Имеет ограниченный ареал. Эндемик западного южной части Тихого океана, встречается у берегов Австралии, Новой Каледонии и острова Норфлок на глубине 935—1564 м.

## Биология
Максимальный размер 60 см, половая зрелость наступает при достижении длины 40—50 см. Питается креветками и кальмарами. Размножается, откладывая яйца. Вероятно, этот вид плохо плавает и с трудом перебирается на новые территории.

## Описание
У Apristurus albisoma коренастое, мягкое тело, нежная кожа, окрас беловатый, глаза маленькие, межглазничное пространство в 2,7—3,6 раз больше диаметра глаза. Второй спинной плавник расположен у основания анального плавника. Верхние губные борозды равны или короче нижних. Спиральных клапанов 6—10.

## Взаимодействие с человеком
Попадает в качестве прилова в глубоководные сети. Международный союз охраны природы присвоил виду Apristurus albisoma статус сохранности «Близкий к уязвимому положению».